# جيلدا أنطونيا غولن
جيلدا أنطونيا غولن هي كاتِبة وشاعرة كوبية، ولدت في 1959، وتوفيت في 2006.